# 대구성보학교
대구성보학교(大邱聖保學校)는 대구광역시 북구에 있는 공립 특수학교이다. 지체 장애, 지적 장애 학생을 위한 특수교육기관으로 초등부, 중학부, 고등부, 전공과를 두고 있다.

## 연혁
- 1972-02-26 대구문성국민학교 성보분교 인가
- 1973-02-20 대구성보학교 설립 인가
- 1973-03-01 초대 교장 이수권 부임
- 1977-03-01 중학부 6학급 인가(초등부 12학급, 중학부 6학급)
- 1984-11-27 고등부 3학급 인가(초등부12학급, 중학부6학급, 고등부3학급)
- 1986-11-07 유치부 과정 1학급 인가
- 2009-02-13 초등부 33회, 중학부 30회, 고등부 22회, 전공과 11회 졸업
- 2009-03-02 초등9학급, 중학8학급, 고등9학급, 순회13학급, 전공과정1학급 (계40학급)14대 정정순 교장 취임
- 2010-02-10 초등학교 34회, 중학교 31회, 고등학교 23회, 전공과 12회 졸업
- 2010-03-02 초등학교14학급, 중학교10학급, 고등학교15학급, 전공과1학급 계40학급
- 2011-02-11 초등학교 35회, 중학교 32회, 고등학교 24회, 전공과 13회 졸업
- 2011-03-02 초등학교 15학급, 중학교 9학급, 고등학교 16학급, 전공과 1학급 계41학급